# Kermes (kleurstof)

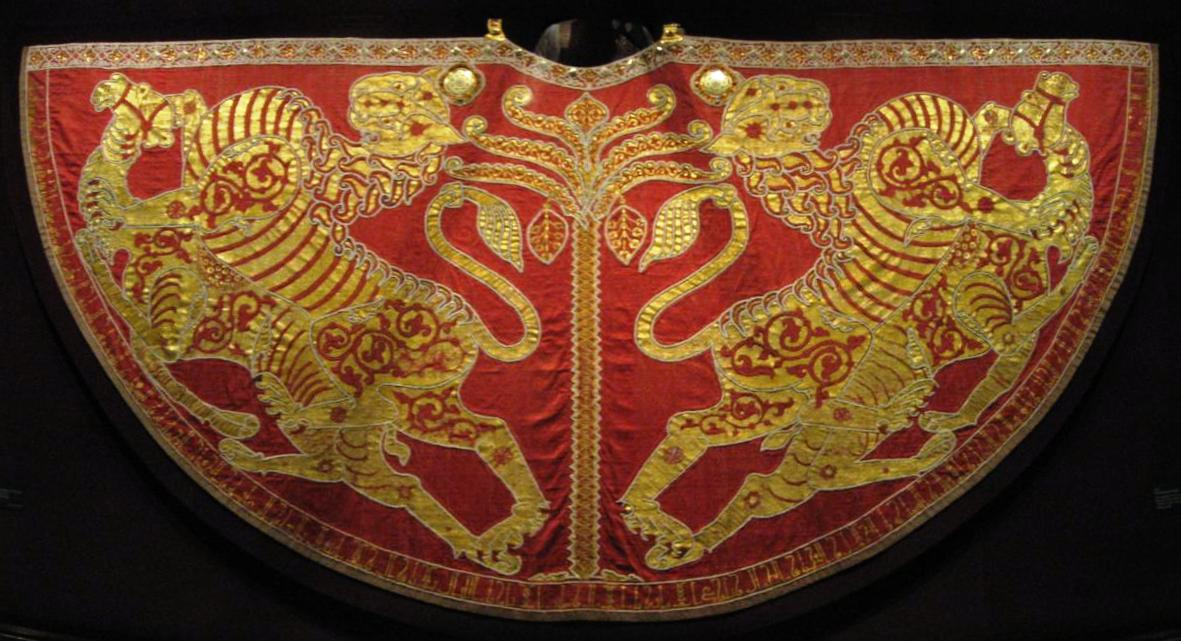
De kroningsmantel van Rogier II van Sicilië is rood gekleurd met kermes

Kermes is een rode kleurstof die bestaat uit kermeszuur gewonnen uit het bloed van de wijfjes van schildluizen uit het geslacht Kermes, met name Kermes vermilio.

## Toepassing
Het gebruik van de kleurstof kermes is al oeroud. De stof is aangetoond in prehistorische rotstekeningen in Frankrijk. Ook in de Oudheid en de Middeleeuwen werd kermes gebruikt, om textiel te kleuren, vooral wollen en zijden stoffen. Gezien de wat moeizame productie van de kleurstof en de erg gewilde tint waren zulke rode stoffen nogal kostbaar en dus feitelijk, en soms zelfs wettelijk, voorbehouden aan adel en geestelijkheid. Het is wel aangenomen dat het Bijbelse "scharlaken", sjani, in feite naar kermes verwijst, wellicht gewonnen uit Kermes echinatus die in het Heilige Land voorkomt. In deze periode was er echter al grote verwarring met de kleurstof Armeensrood, gewonnen uit de schildluis Porphyrophora hamelii, die gebaseerd is op karmijnzuur en de identiteit van sjani is dus niet met zekerheid vast te stellen. De handel in kermes was van groot economisch belang. In het Romeinse Rijk werd soms de helft van het tribuut dat de provincia Hispania verschuldigd was, in natura voldaan door de levering van kermes.
Naast het gebruik als verfstof in de stoffenververij werd kermes in de schilderkunst toegepast als glacerende rode lak, dus in de vorm van een transparante bovenlaag met een diepere kleur dan een dekkende verflaag bezeten zou hebben.
Een speciaal gebruik was dat als geneesmiddel. Artsen in de middeleeuwen kleurden er alcohol mee rood en aan de zo ontstane "kermeslikeur" werd een geneeskrachtige werking toegeschreven.

## Herkomst
In het gebied van de Middellandse Zee komt de kermeseik voor, van het sap waarvan de schildluizen van de soort Kermes vermilio leven. De wijfjes werden in het late voorjaar, net voordat ze eieren gaan leggen, met de nagel van de twijgen van de eik geschraapt, gedood in azijn of door stomen, gedroogd in de zon en geplet. Als we de beschermende waslaag niet in beschouwing nemen, maakt het kleurende kermeszuur ongeveer één procent van de massa van het insect uit. Het insect werd in deze vorm verkocht. De koper maalde de insecten en mengde ze met een mengsel van loog en aluin om de kleurstof te onttrekken. Er waren zo'n 2400 insecten nodig om een ons kleurstof te winnen. Het loog werd verwijderd door absorptie als de vloeistof op een potscherf werd gegoten waarna de kleurstof in poedervorm achterbleef. Overigens was de precieze herkomst van de kleurstof niet voor een ieder duidelijk. Theophrastus en Pedanius Dioscorides beschreven de luis als een "besje", kokkos, wat weer tot de Latijnse naam coccus leidde, die opduikt in de geschriften van Plinius de Oudere. Nog tot in de achttiende eeuw namen sommige geleerden aan dat het besje in een proces van generatio spontanea een insect voortbracht dat "geoogst" moest worden voordat het uitvloog.
De internationale term kermes komt uit het Frans kermès, zelf vermoedelijk via het Arabische kirmiz (قرمز) en het Perzisch qurmizq, "rood", afgeleid uit het Sanskriet krmija, "wormrood". In het Latijn heette het carminium waar ook het Nederlands karmijn en karmozijn van afkomstig is, alsmede het Engelse crimson. Verwarrend genoeg verwijst de naam van het felrode pigment vermiljoen, een minerale kwikverbinding, naar kermes: vermilio betekende ook "wormrood" en het diertje kon ook als een vermiculus, "wormpje", aangeduid worden. Problematisch is ook dat de term "kermes" in de late middeleeuwen mede Armeensrood en Poolsrood — het laatste gewonnen uit de schildluis Porphyrophora polonica — kon aanduiden en dat althans in sommige streken juist "kermes" typisch naar Armeensrood verwees terwijl grain of grana de naam was van gedroogde Kermes vermilio. Deze aanduiding komt weer van het Latijnse granum.
Na de ontdekking van Amerika werd daar sinds 1523 door de Spanjaarden uit weer andere schildluizen het fellere cochenille gewonnen, gebaseerd op karmijnzuur, wat het oorspronkelijke kermes snel van de markt verdrong, ondanks pogingen van verversgilden het gebruik van de traditionele kleurstof verplicht te stellen. Rond 1580 was de import van kermes uit het Midden-Oosten via Venetië geheel ingestort. Tegen die tijd stapten ook de kunstschilders voor het bereiden van hun rode lak van kermes over op cochenille. Het oude woord "karmijn" ging over op de nieuwe kleurstof.

## Eigenschappen

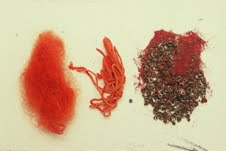
Wol geverfd met kermes

Kermeszuur, ofwel 1-methyl-2-carboxy-3,5,6,8-tetrahydroxyantrachinon, heeft hoogstwaarschijnlijk de formule C16H10O8. Zoals bij veel complexe organische verbindingen is dit niet geheel zeker. Kermeszuur verschilt van karmijnzuur door de aanwezigheid van een hydroxygroep op positie 7 in plaats van een glucosylgroep. Er bestaat overigens ook een geel kermeszuur, of flavokermeszuur, met de formule C16H10O7, dat verschilt van kermeszuur door de afwezigheid van de hydroxygroep op positie 8. In de Colour Index is kermeszuur het Natural Red 3. De kleurstof is in water oplosbaar. Kermes is niet giftig maar wordt, anders dan cochenille, nauwelijks gebruikt om voedingsmiddelen te kleuren. De verbinding is niet voldoende getest op haar effecten. De chemische structuur doet een lichte kankerverwekkende werking vermoeden maar dat kon niet bevestigd worden door dierproeven. De kleur is minder roze dan die van karmijnzuur. Kermes dat op de traditionele manier werd gewonnen, was minder verzadigd dan cochenille omdat de Europese luizen meer lipiden bevatten. Daarbij ligt het kleurend vermogen van kermeszuur ongeveer een orde van grootte lager dan dat van karmijnzuur. Kermes is redelijk lichtecht bij het kleuren van textiel maar naar huidige normen erg matig stabiel bij toepassing als verflak. Bij werken in lijmverf is de kleur na eeuwen vaak geheel verbleekt; in olieverf heeft de tint zich soms aardig weten te houden, afhankelijk van de mate waarin het schilderij aan licht werd blootgesteld. Kermes werd in de olieverftechniek doorgaans toegepast als een glacis op het dekkende vermiljoen, wat de kleur daarvan verdiepte. Daarbij werd meteen een zekere schaduwing aangegeven. Bij partijen in rood die opvallend "vlak" of tweedimensionaal in het werk uitspringen, is vaak het kermes verkleurd.